# St. Brides Bay
St Brides Bay (walisisch Bae Sain Ffraid) ist eine felsige Bucht im Westen von Pembrokeshire in Wales.  Der als Heritage Coast anerkannte Küstenabschnitt der Bucht liegt komplett im Pembrokeshire-Coast-Nationalpark. Um die Bucht liegen außerdem viele kleine Orte, wie St Brides, Martin’s Haven, Little Haven, Broad Haven, Nolton Haven oder Newgale und das Städtchen St Davids.
Die Inseln Ramsey und Skomer bilden zusammen mit dem Festland die Grenzen der Bucht.